# 혜화역
혜화(마로니에공원)역(Hyehwa(Marronnier Park)Station, 惠化(마로니에公園)驛)은 서울특별시 종로구 대학로에 위치한 수도권 전철 4호선의 전철역이다. 인근에 서울대학교병원이 있어서 서울대학교병원 부역명이 있었으나 삭제됐다가 마로니에공원 부역명이 붙어있다.

## 역사
- 1983년 9월 13일: 혜화역으로 역명 결정[1]
- 1985년 10월 18일: 서울 지하철 4호선 한성대입구 ~ 사당 구간 개통과 함께 영업 개시[2]
- 2017년 8월 말: 혜화역에서 혜화(서울대학교병원)역으로 변경[3]
- 2024년 2월 1일: 부역명이 서울대학교병원이 삭제
- 2025년 6월 14일: 부역명이 마로니에공원 변경

## 역 구조
2면 2선의 상대식 승강장이며, 스크린도어가 설치되어 있다. 출구는 4개다. 이 역은 반대방향으로 횡단이 불가능한 역이다.
이 역은 2001년부터 승강장 내 소음 방지를 위한 방음 시설물이 있었으나, 스크린도어 설치와 함께 지금은 철거되었다.

### 승강장
| 한성대입구 ↑ |
| \| 상        |
| ↓ 동대문     |

| 상행 | ● 수도권 전철 4호선 | 한성대입구 · 미아 · 쌍문 · 창동 · 노원 · 상계 · 진접(경복대) 방면 |
| 하행 | ● 수도권 전철 4호선 | 동대문 · 동대문역사문화공원 · 명동 · 회현 · 안산 · 오이도 방면    |

## 역 주변
역 인근에 대학로와 서울대학교병원, 서울대학교 연건캠퍼스, 성균관대학교 인문사회과학캠퍼스와 한국방송통신대학교가 있어서 유동인구가 많다.
- 가톨릭대학교 성신교정
- 국립어린이과학관
- 한국공연예술센터
- 낙산
- 대명길
- 대학로
- 동성중·고등학교
- 마로니에공원
- 상명대학교 국제언어문화교육원
- 서경대학교 공연예술센터
- 서울대학교 연건캠퍼스
- 서울대학교병원
  - 서울대학교암병원
  - 서울대학교어린이병원
  - 서울대학교치과병원
  - 서울권역응급의료센터
- 서울대학교 사범대학 부설여자중학교
- 서울대학교 사범대학 부설초등학교
- 서울여자대학교 대학로캠퍼스
- 서울특별시선거관리위원회
- 서울특별시 종로구 선거관리위원회
- 성균관대학교 인문사회과학캠퍼스
- 이화동 벽화마을
- 창경궁
- 한국국제협력단
- 한국문화예술진흥원 예술극장
- 한국방송통신대학교 본부
- 한성대학교 디자인아트평생교육원
- 혜화동로터리
- 홍익대학교 대학로아트센터
- 혜화아트센터

## 이용객 변동
| 노선  | 노선   | 일평균 인원수 (명/일) | 일평균 인원수 (명/일) | 일평균 인원수 (명/일) | 일평균 인원수 (명/일) | 일평균 인원수 (명/일) | 일평균 인원수 (명/일) | 일평균 인원수 (명/일) | 일평균 인원수 (명/일) | 일평균 인원수 (명/일) | 일평균 인원수 (명/일) | 각주  |
| 노선  | 노선   | 2000년                | 2001년                | 2002년                | 2003년                | 2004년                | 2005년                | 2006년                | 2007년                | 2008년                | 2009년                | 각주  |
| ----- | ------ | --------------------- | --------------------- | --------------------- | --------------------- | --------------------- | --------------------- | --------------------- | --------------------- | --------------------- | --------------------- | ----- |
| 4호선 | 승차   | 41,297                | 41,917                | 43,236                | 42,772                | 44,058                | 43,305                | 42,268                | 42,085                | 41,920                | 41,685                | [ 4 ] |
| 4호선 | 하차   | 47,299                | 48,490                | 48,910                | 47,679                | 48,351                | 47,688                | 46,374                | 45,983                | 45,473                | 45,227                | [ 4 ] |
| 4호선 | 승하차 | 88,597                | 90,407                | 92,145                | 90,451                | 92,409                | 90,993                | 88,642                | 88,068                | 87,393                | 86,912                | [ 4 ] |
| 노선  | 노선   | 2010년                | 2011년                | 2012년                | 2013년                | 2014년                | 2015년                | 2016년                | 2017년                | 2018년                |                       | [ 4 ] |
| 4호선 | 승차   | 41,633                | 43,120                | 43,522                | 44,480                | 45,463                | 43,978                | 43,415                | 42,721                | 42,001                |                       | [ 4 ] |
| 4호선 | 하차   | 45,031                | 46,430                | 46,355                | 47,356                | 48,052                | 46,091                | 45,488                | 44,651                | 43,495                |                       | [ 4 ] |
| 4호선 | 승하차 | 86,664                | 89,550                | 89,877                | 91,836                | 93,516                | 90,070                | 88,903                | 87,372                | 85,496                |                       | [ 4 ] |

## 사진

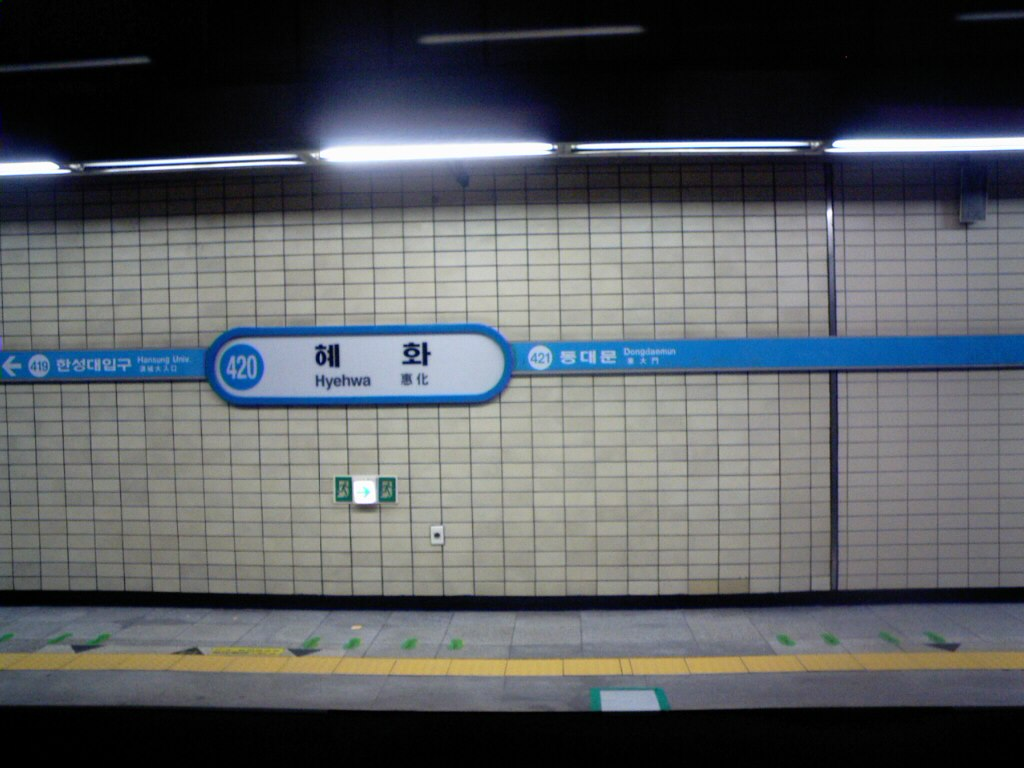
승강장 (스크린도어 설치 전)
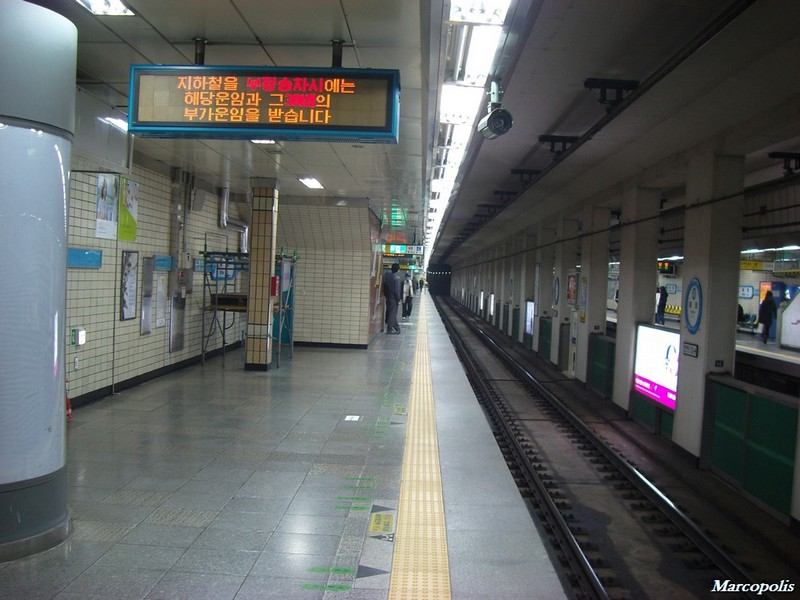
승강장 (스크린도어 설치 전)
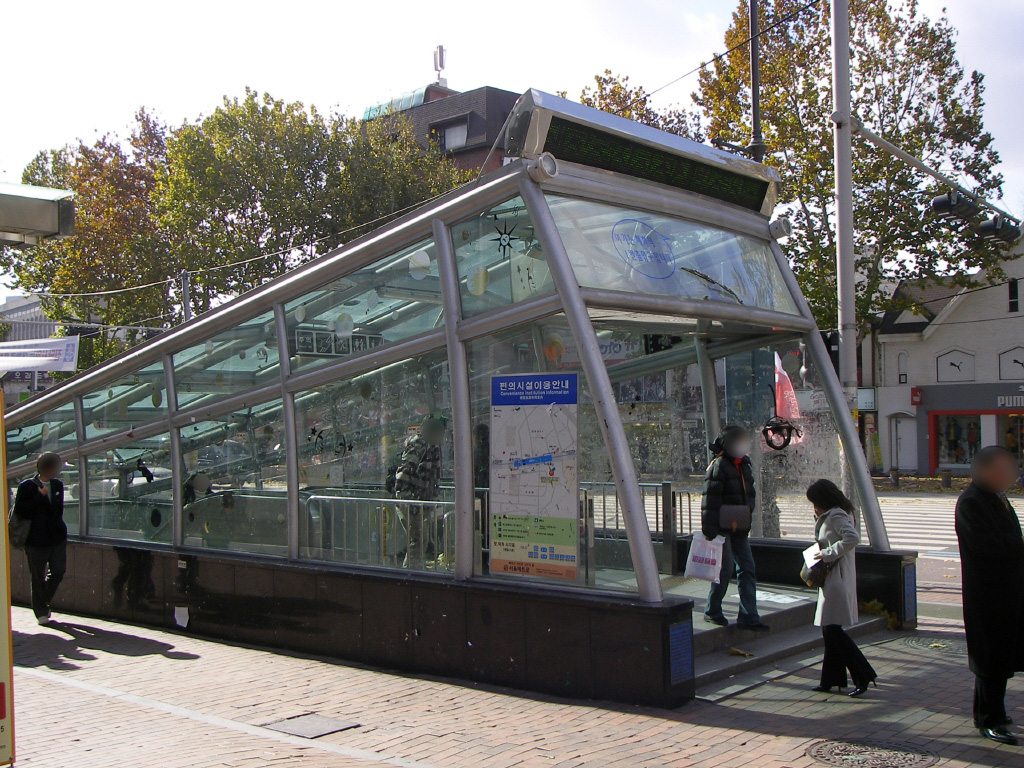
1번 출구

## 인접한 역
| 수도권 전철 4호선        | 수도권 전철 4호선   | 수도권 전철 4호선      |
| ------------------------ | ------------------- | ---------------------- |
| 419 한성대입구 진접 방면 | ● 수도권 전철 4호선 | 421 동대문 오이도 방면 |

## 사건사고

### 불법촬영 편파수사 규탄시위
홍익대 누드모델 몰카(몰래카메라) 사건과 관련해 경찰 수사 등을 비판하는 <불법촬영 편파수사 규탄시위>가 혜화역 일대에서 열렸다. 경찰 추산 2018년 5월 1차 시위에는 1만명, 6월 2차 시위에는 1만 5000명, 3차 시위에는 1만 9000명이 모였다. 4차 시위는 혜화역에서 광화문으로 장소를 옮겨 진행하였으나, 과격한 구호들이 시위에 등장하였다.

### 전장연 대표의 엘리베이터 훼손 논란
철폐연대(전장연)의 대표가 지상으로 올라가는 엘리베이터를 전동휠체어로 두 차례 세게 들이받아 작동하지 않도록 고장 낸 혐의로 체포되었다.